# Prorella ochrocarneata
Prorella ochrocarneata är en fjärilsart som beskrevs av Mcdunnough 1949. Prorella ochrocarneata ingår i släktet Prorella och familjen mätare. Inga underarter finns listade i Catalogue of Life.